# Skamander

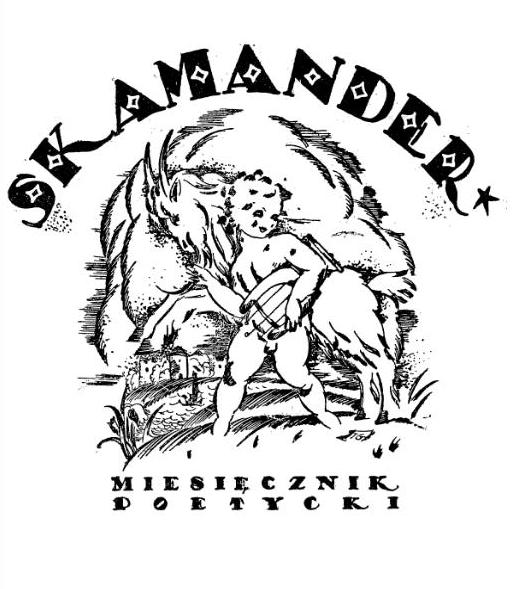
Skamander, polský literární časopis

Skamander bylo polské literární uskupení básníků, založené kolem roku 1919. Pojmenování skupiny bylo odvozeno od názvu řeky z Homérovy Ilias. Její jméno navrhl člen skupiny Jan Lechoń. Vzorem pro tyto tzv. skamandrity (polsky skamandryci) byla především poezie Leopolda Staffa.

## Historie
Tato básnická skupina byla založena v roce 1919 polskými literáty, mezi které náleželo pět básníků, a to Julian Tuwim, Antoni Słonimski, Jarosław Iwaszkiewicz, Kazimierz Wierzyński a tragicky zemřelý Jan Lechoń. Skupina byla aktivní až do období 1926–1928. Během tohoto období vycházel také stejnojmenný měsíčník.
Místem jejich střetávání byla kavárna Pod Picadorem při ulici Nowy Świat 57 ve Varšavě.

## Galerie skamandritů

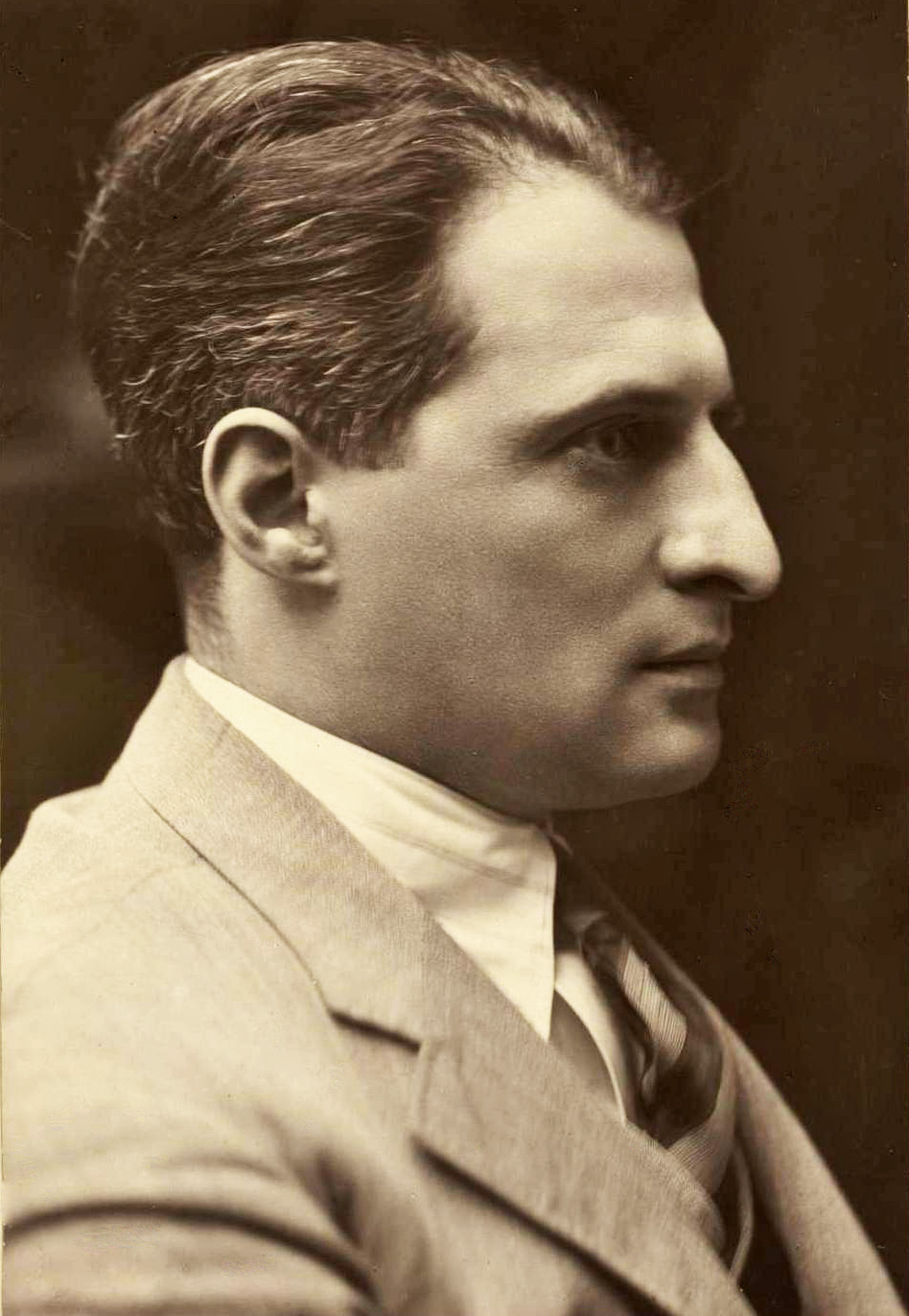
Julian Tuwim
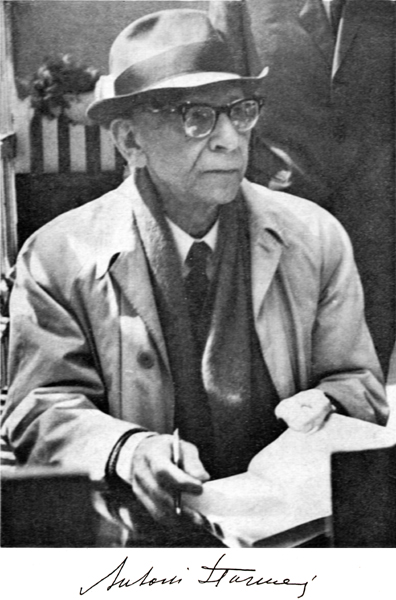
Antoni Słonimski
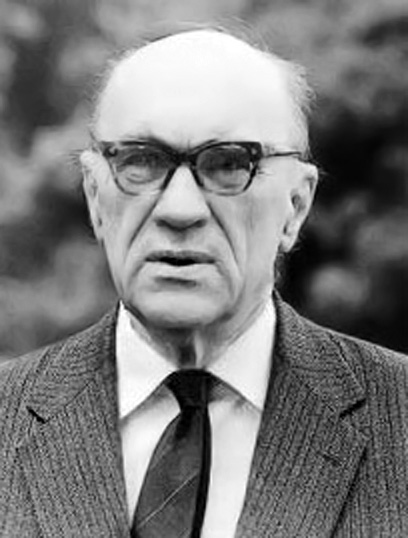
Jarosław Iwaszkiewicz
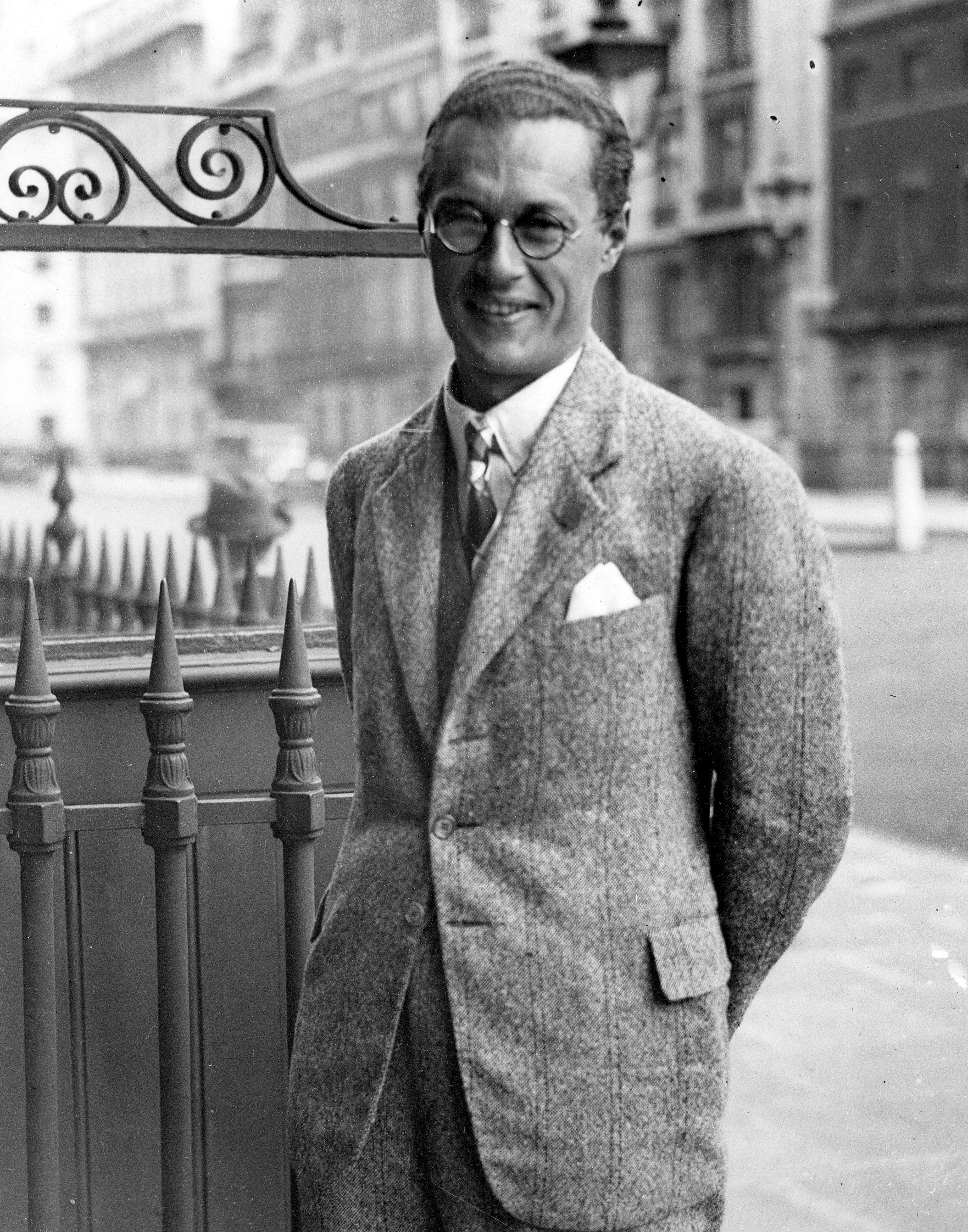
Kazimierz Wierzyński
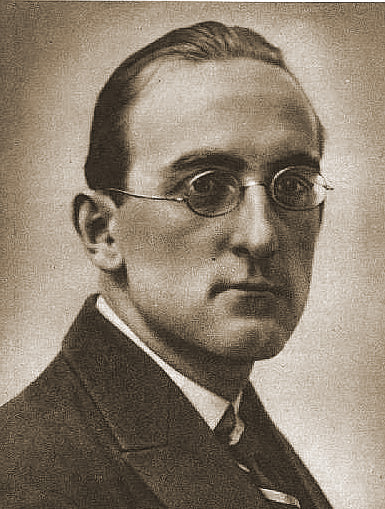
Jan Lechoń
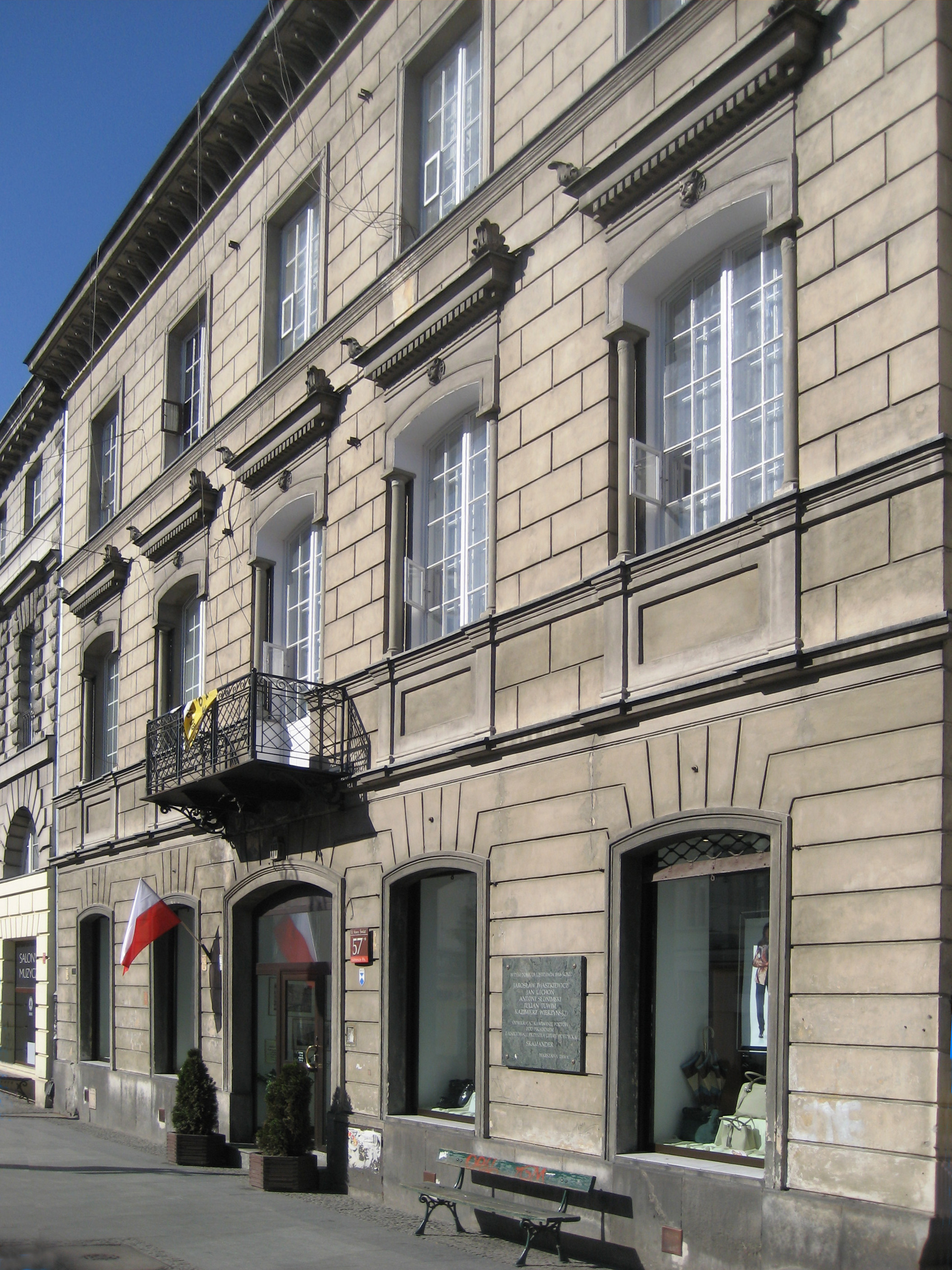
Kavárna Pod Picadorem (Varšava)
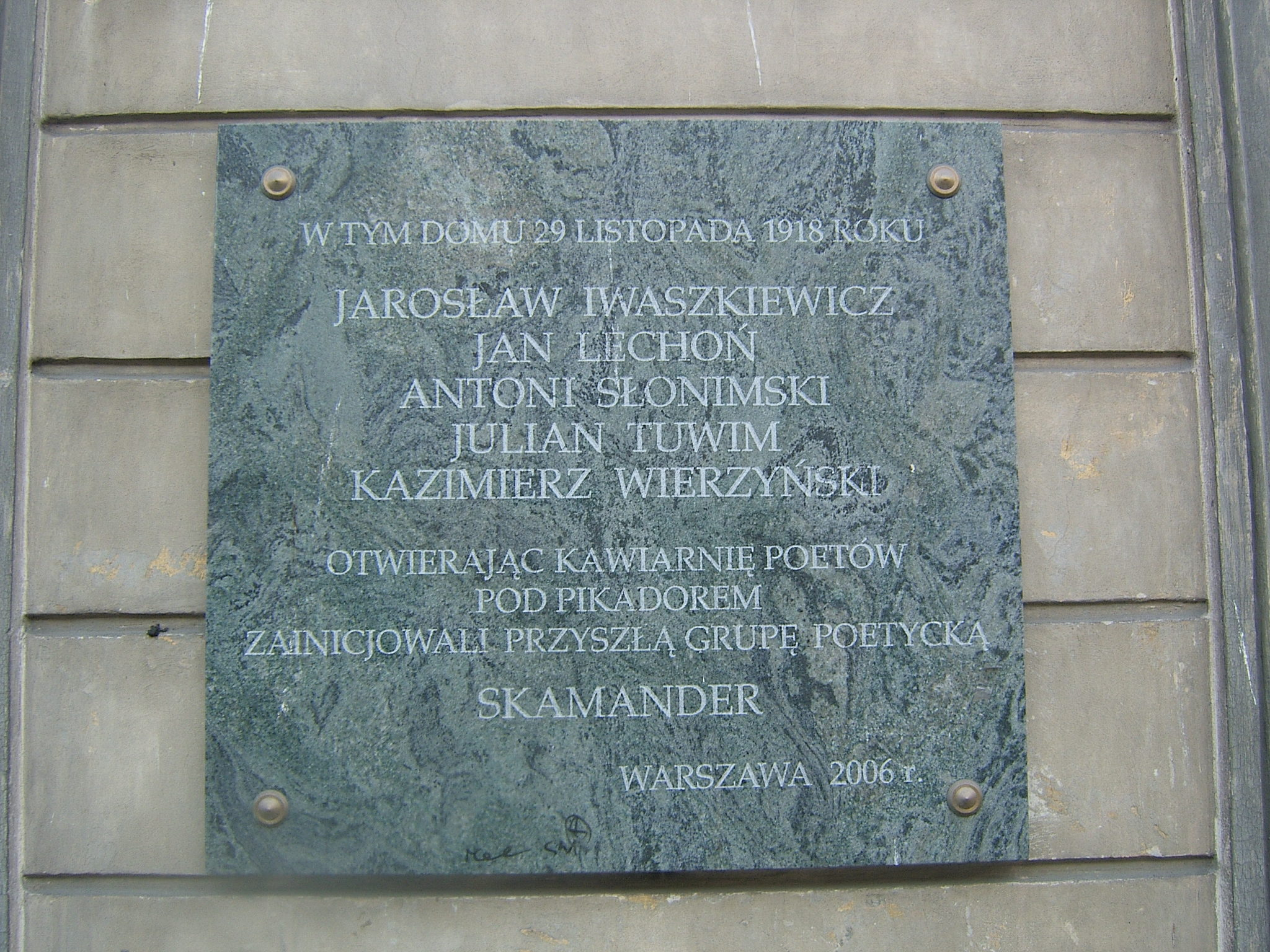
Pamětní deska při ulici Nowy Świat 57 ve Varšavě (kavárna Pod Picadorem)